# Stato comunista

Mappa di Paesi storicamente considerati Stati comunisti sotto la definizione marxista-leninista o maoista.

La locuzione Stato comunista (anche indicato come Stato socialista o marxista-leninista od operaio) a partire dal XX secolo indica uno Stato amministrato e governato da un singolo partito guidato dalla filosofia marxista-leninista.
La definizione Stato comunista è usata da storici, politologi e media di formazione liberale e democratica parlamentare per riferirsi a Paesi nei quali, secondo loro, i pieni poteri sono tenuti da un solo partito d'ideologia marxista-leninista: tali Stati infatti non si proclamano "comunisti" né affermano di aver raggiunto il comunismo, definendosi Stati in cui è in atto la costruzione del socialismo e della dittatura del proletariato, intesa come fase transitoria verso l'effettiva realizzazione della società comunista.
Questi Stati generalmente si autodefiniscono come dittatura del proletariato o della classe operaia, in quanto i rappresentanti politici della classe operaia, compongono l’unica classe dirigente del Paese, in contrasto con il capitalismo, in cui la classe dominante è costituita dai rappresentanti politici della borghesia attraverso il sistema pluripartitico, sempre secondo il punto di vista marxista-leninista.
Gli Stati comunisti sono amministrati da un singolo apparato di partito centralizzato, sebbene nominalmente possano esistere in alcuni casi più partiti politici, comunque sottoposti all'egemonia politica del partito centralizzato. In alcuni casi gli Stati comunisti, tramite processi di partecipazione politica, hanno coinvolto nel potere diverse altre organizzazioni non partitiche, come sindacati, comitati di fabbrica e partecipazione democratica diretta.

## Sviluppo degli Stati comunisti
Durante il XX secolo, il primo Stato costituzionalmente socialista del mondo fu istituito in Russia nel 1917. Nel 1922, si unì ad altri ex territori dell'impero per diventare l'Unione delle Repubbliche Socialiste Sovietiche (URSS). Dopo la seconda guerra mondiale, l'esercito sovietico liberò gran parte dell'Europa orientale dalla presenza dei nazisti e quindi contribuì a creare Stati socialisti in questi Paesi. La maggior parte degli Stati comunisti dell'Europa orientale erano alleati con l'Unione Sovietica, tranne che per la Jugoslavia che si dichiarò non allineata e per la Repubblica Popolare d'Albania, che interruppe ogni tipo di rapporto con l'URSS qualche anno dopo la morte di Stalin, avvenuta nel 1953. Nel 1949, dopo una guerra contro l'occupazione giapponese e una guerra civile tra i nazionalisti del Kuomintang e i comunisti del Partito Comunista Cinese, che portò a una vittoria comunista, fu istituita la Repubblica Popolare Cinese (RPC). Gli Stati comunisti furono anche stabiliti in Cambogia, Cuba, Laos e Vietnam. Uno Stato comunista fu fondato nella Corea del Nord, sebbene in seguito adottò la propria ideologia chiamata Juche. Nel 1989 e anni seguenti, gli Stati comunisti nell'Europa orientale crollarono sotto la pressione dell'opinione pubblica durante un'ondata di movimenti nonviolenti, che portarono alla dissoluzione dell'Unione Sovietica nel 1991. Oggi gli attuali Stati comunisti nel mondo sono Cina, Cuba, Laos, Vietnam; la Corea del Nord ha abbandonato il termine marxismo-leninismo nella sua costituzione nel 2012.
Alcuni dei 4 Paesi socialisti del giorno d'oggi affermano di non aver raggiunto il socialismo e nessuno di questi afferma di aver raggiunto il comunismo, ma sostengono di star costruendo e lavorando per l'instaurazione del socialismo nei loro Paesi. Ad esempio, il preambolo della Costituzione della Repubblica socialista del Vietnam afferma che il Vietnam è entrato solo in una fase di transizione tra capitalismo e socialismo dopo che il Paese fu riunificato sotto il Partito Comunista nel 1976 e la Costituzione della Repubblica di Cuba del 1992 afferma che il ruolo del Partito Comunista è di "guidare lo sforzo comune verso gli obiettivi e la costruzione del socialismo".

## Istituzioni statali negli Stati socialisti
Gli Stati comunisti condividono istituzioni simili, che sono organizzate sulla premessa che il partito comunista è un'avanguardia del proletariato e rappresenta gli interessi a lungo termine della gente. La dottrina del centralismo democratico, che è stata sviluppata da Vladimir Lenin come un insieme di principi da utilizzare negli affari interni del partito comunista, è estesa alla società in generale.
Secondo il centralismo democratico, tutti i dirigenti devono essere eletti dal popolo e tutte le proposte devono essere discusse apertamente, ma una volta raggiunta una decisione tutte le persone hanno il dovere di obbedire a tale decisione e tutto il dibattito dovrebbe finire. Se usato all'interno di un partito politico, il centralismo democratico è inteso a prevenire il frazionismo e le fazioni. Quando viene applicato a un intero Stato, il centralismo democratico forma un sistema a partito unico.
Le costituzioni della maggior parte degli Stati comunisti descrivono il loro sistema politico come un tipo di democrazia. In tal modo riconoscono la sovranità del popolo come incarnata in una serie d’istituzioni parlamentari rappresentative. Tali Stati non hanno una separazione dei poteri e hanno invece un corpo legislativo nazionale, come il Soviet Supremo nell'Unione Sovietica, che è considerato il più alto organo del potere statale e che è legalmente superiore ai rami esecutivo e giudiziario del governo.
Tali politiche legislative nazionali negli Stati comunisti hanno spesso una struttura simile ai parlamenti che esistono nelle repubbliche liberali, con due differenze significative: in primo luogo, i deputati eletti a questi organismi legislativi nazionali non dovrebbero rappresentare gli interessi di una particolare circoscrizione, ma interessi a lungo termine della gente nel suo complesso e in secondo luogo, contro il consiglio di Marx, gli organi legislativi degli Stati comunisti non sono in sessione permanente perché si riuniscono una o più volte all'anno in sessioni che di solito durano solo pochi giorni.
Quando il corpo legislativo nazionale non è in sessione, i suoi poteri sono trasferiti in un consiglio più piccolo (spesso chiamato presidio) che combina il potere legislativo ed esecutivo e in alcuni Stati comunisti (come l'Unione Sovietica prima del 1991), agisce come un capo collettivo di Stato. In alcuni sistemi, il presidio è composto da importanti membri del partito comunista che votano le risoluzioni del partito in legge.

### Istituzioni sociali statali
Una caratteristica degli Stati comunisti è l'esistenza di numerose organizzazioni sociali finanziate dallo Stato come sindacati, organizzazioni giovanili, organizzazioni femminili, associazioni d'insegnanti, scrittori, giornalisti e altri professionisti, cooperative di consumatori, circoli sportivi e così via, che sono integrate nel sistema politico.
Negli Stati comunisti, ci si aspetta che le organizzazioni sociali promuovano l'unità sociale e la coesione, per fungere da collegamento tra il governo e la società e per fornire un forum per il reclutamento di nuovi membri del partito comunista.

### Potere politico
Storicamente, l'organizzazione politica di molti Stati socialisti è stata dominata da un monopolio monopartitico. Alcuni governi comunisti, come quelli in Cina, Germania dell'Est o Cecoslovacchia, hanno o hanno avuto più di un partito politico, ma tutti i partiti minori sono o sono stati obbligati a seguire la guida del partito comunista. Negli Stati comunisti, il governo non può tollerare la critica di politiche che sono già state implementate in passato o che sono state implementate nel presente.
Tuttavia, i partiti comunisti hanno vinto le elezioni e governato nel contesto delle democrazie multipartitiche senza cercare d’istituire uno Stato a partito unico e quindi queste entità non rientrano nella definizione di Stato comunista. Esempi includono San Marino, Nicaragua (1979-1990), Moldavia, Nepal (attualmente), Cipro e gli Stati indiani del Kerala, del Bengala occidentale e del Tripura.

## Critica
Paesi come l'Unione Sovietica e la Cina sono stati criticati da autori e organizzazioni occidentali sulla base della mancanza di una democrazia occidentale pluripartitica, oltre a molte altre aree in cui la società socialista e le società occidentali differivano. Ad esempio, le società socialiste erano comunemente caratterizzate dalla proprietà statale o dalla proprietà sociale dei mezzi di produzione attraverso l'amministrazione attraverso organizzazioni di partito, consigli e comuni democraticamente eletti e strutture cooperative, in opposizione al paradigma liberale e democratico del libero mercato capitalista, proprietà e controllo da parte di società e privati. Gli Stati comunisti sono stati anche criticati per l'influenza e l'estensione dei rispettivi partiti al governo sulla società, oltre alla mancanza di riconoscimento per alcuni diritti e libertà occidentali come il diritto alla libertà della proprietà privata e la restrizione del diritto alla libertà di parola.
I sostenitori e i sovietici hanno risposto a queste critiche mettendo in evidenza le differenze ideologiche nel concetto di "libertà". McFarland e Ageyev osservarono che "le norme marxiste-leniniste denigrarono l'individualismo del laissez-faire come quando l'alloggio è determinato dalla propria capacità di pagare condannando ampie variazioni nella ricchezza personale come l'Occidente ha. Invece gl’ideali sovietici enfatizzarono l'uguaglianza nell’istruzione gratuita e assistenza medica, poca disparità negli alloggi, stipendi e così via. Quando è stato chiesto di commentare l'affermazione secondo cui ex cittadini di Stati comunisti godono di maggiori libertà, Heinz Kessler, ex ministro della Difesa nazionale della Germania dell'Est, ha risposto: "Milioni di persone nell'Europa orientale sono ora libere da lavoro, libere da strade sicure, libere da assistenza sanitaria, esente da sicurezza sociale ". Le prime politiche di sviluppo economico degli Stati comunisti sono state criticate perché si sono concentrate principalmente sullo sviluppo dell'industria pesante.
Nella sua critica degli stati, condotta sotto l'ideologia marxista-leninista, l'economista Michael Ellman dell'Università di Amsterdam nota che tali Stati paragonavano favorevolmente con gli Stati occidentali in alcuni indicatori di salute come la mortalità infantile e l'aspettativa di vita. Allo stesso modo, l'analisi di Amartya Sen sui confronti internazionali dell'aspettativa di vita ha rilevato che diversi Stati marxisti-leninisti hanno fatto guadagni significativi e ha commentato "un pensiero che è destinato a verificarsi è che il comunismo è un bene per la rimozione della povertà". La dissoluzione dell'Unione Sovietica fu seguita da un rapido aumento della povertà, tasso di criminalità, corruzione, disoccupazione, senzatetto, tassi di malattia e disparità di reddito, insieme a diminuzione dell'apporto calorico, aspettativa di vita, alfabetizzazione e reddito degli adulti. È importante notare che i dati ufficiali sovietici soffrivano di una parzialità sistematica. Le statistiche venivano spesso manipolate per mostrare risultati più favorevoli o per celare peggioramenti, specialmente per quanto riguardava la mortalità infantile e le cause di morte legate a incidenti e alcolismo. Questo rende difficili i confronti diretti con dati post-sovietici più trasparenti e accurati.
Durante il periodo sovietico, l'aspettativa di vita raggiunse un picco significativo negli anni '60, con valori medi di circa 65 anni per gli uomini e 70 anni per le donne, grazie ai progressi nella sanità pubblica e alla riduzione delle malattie infettive. Tuttavia, a partire dagli anni '70, si registrò una stagnazione e un successivo declino, in particolare tra gli uomini, causati dall'abuso di alcol, da malattie cardiovascolari e dall'incapacità del sistema sanitario sovietico di affrontare nuove sfide sanitarie. Con la dissoluzione dell'Unione Sovietica, l'aspettativa di vita crollò ulteriormente in quasi tutte le ex repubbliche, con un impatto particolarmente grave in Russia. Nel 1994, l'aspettativa di vita maschile scese a circa 57 anni, mentre quella femminile si attestò intorno a 71 anni. L'aumento della povertà, la disoccupazione, il collasso dei sistemi sanitari e la crescita della mortalità per malattie non trasmissibili furono tra i principali fattori responsabili. Anche altri paesi ex sovietici, come Ucraina e Bielorussia, registrarono cali simili, mentre i paesi baltici subirono un impatto leggermente minore grazie a una gestione più ordinata della transizione.
A partire dagli anni 2000, molti paesi ex sovietici hanno registrato un miglioramento significativo dell'aspettativa di vita, superando in alcuni casi i livelli dell'era sovietica. In Russia, l'aspettativa di vita maschile è salita a 68 anni nel 2010 e ha superato i 72 anni nel 2017, grazie a politiche di controllo sull'abuso di alcol e a miglioramenti nei servizi sanitari. Nei paesi baltici, l'aspettativa di vita ha raggiunto livelli comparabili a quelli dell'Europa occidentale, superando i 79 anni per le donne e i 74 anni per gli uomini entro il 2020. Anche in Asia centrale si sono osservati progressi, con paesi come Kazakistan e Uzbekistan che hanno registrato aumenti graduali di 5-7 anni rispetto ai livelli degli anni '90. Questi sviluppi indicano una ripresa significativa, non solo rispetto al crollo degli anni '90, ma anche rispetto al declino registrato negli ultimi decenni dell'Unione Sovietica.
Le difficoltà emerse negli anni immediatamente successivi al 1991 non possono, tuttavia, essere attribuite esclusivamente alle politiche adottate durante la transizione,ma vanno ricondotte a una combinazione di problemi strutturali preesistenti del sistema sovietico e a errori nella gestione del passaggio a economie di mercato. Negli anni ’70, l’Unione Sovietica iniziò a mostrare segni di declino economico e sociale. La stagnazione dell’aspettativa di vita, l’inefficienza delle industrie pesanti e un sistema centralizzato incapace di adattarsi alle nuove esigenze globali caratterizzarono l’ultimo ventennio del regime. Con la dissoluzione dell’URSS, la transizione verso il capitalismo si realizzò spesso attraverso politiche di "terapia d’urto", che liberalizzarono i mercati e privatizzarono le imprese statali in modo rapido e disorganizzato. Questo processo, analizzato da Andrei Shleifer e Robert W. Vishny su The Journal of Economic Perspectives, portò a un forte aumento delle disuguaglianze sociali, della disoccupazione e all’ascesa di nuove oligarchie economiche. Inoltre, la dissoluzione delle reti economiche interne all’URSS, una delle colonne portanti dell’economia pianificata, contribuì al collasso di interi settori industriali e aggravò le recessioni nelle ex repubbliche sovietiche, come osservato da Borjas e Doran su The Quarterly Journal of Economics. Molti dei problemi che si ritengono specifici della transizione post-sovietica, come la corruzione e il mercato nero, erano già radicati nel sistema sovietico. Gregory Grossman, in The Soviet Shadow Economy: A Critical Assessment, documenta come la presenza di un’economia sommersa fosse una conseguenza diretta delle rigide politiche statali e della repressione economica del regime. Anche la criminalità organizzata, che proliferò durante la transizione, aveva radici nei sistemi clandestini di scambio e nelle reti di potere informali create sotto il comunismo. L’esperienza della transizione non fu uniforme. Stati come la Polonia e la Repubblica Ceca adottarono un approccio più graduale e strategico, ottenendo risultati migliori in termini di stabilità economica e sociale. Gérard Roland, nel suo articolo su Economics of Transition, sottolinea come questi paesi siano riusciti a mitigare gli effetti negativi del cambiamento attraverso politiche più inclusive e una maggiore attenzione al rafforzamento delle istituzioni.
Nel lungo periodo, molte nazioni ex sovietiche hanno recuperato e, in alcuni casi, superato i livelli di benessere pre-1989. Martin Myant e Jan Drahokoupil, nel loro libro Transition Economies: Political Economy in Russia, Eastern Europe, and Central Asia, documentano gli incrementi significativi del PIL e del reddito pro capite in diverse ex repubbliche sovietiche, evidenziando il successo di quelle che hanno saputo integrare politiche economiche aperte con riforme istituzionali sostenibili.

## Lista degli attuali Stati comunisti

Gli Stati attualmente comunisti. La Corea del Nord non è indicata in quanto, nel 2012, il Partito del Lavoro di Corea ha rinunciato al marxismo-leninismo.

I seguenti Paesi sono Stati a partito unico in cui le istituzioni del partito comunista al potere e dello Stato si sono intrecciate. In genere sono aderenti al marxismo-leninismo in particolare. Sono elencati qui insieme all'anno della loro fondazione e dei rispettivi partiti al governo.
| Stato   | Nome locale                                                    | Dal                                                                             | Partito governante                    |
| ------- | -------------------------------------------------------------- | ------------------------------------------------------------------------------- | ------------------------------------- |
| Cina    | in cinese: 中华人民共和国 in Pinyin: Zhōnghuá Rénmín Gònghéguó | 1 ottobre 1949                                                                  | Partito Comunista Cinese              |
| Cuba    | in spagnolo: República de Cuba                                 | 1 luglio 1961                                                                   | Partito Comunista di Cuba             |
| Laos    | in lao: Sathalanalat Paxathipatai Paxaxon Lao                  | 2 dicembre 1975                                                                 | Partito Rivoluzionario del Popolo Lao |
| Vietnam | in vietnamita: Cộng hòa xã hội chủ nghĩa Việt Nam              | 2 settembre 1945 (al nord) 30 aprile 1975 (al sud) 2 luglio 1976 (unificazione) | Partito Comunista del Vietnam         |

La  Corea del Nord (조선민주주의인민공화국?) con al governo il Partito del Lavoro di Corea è stata marxista-leninista dal 9 settembre 1948 al 2012. Nonostante ciò, il leader supremo Kim Jong-un ha mostrato interesse a riprendere un progetto comunista nel paese, usando più volte la parola "comunismo" alla Conferenza dei segretari regionali del Partito del Lavoro nell'aprile 2021. Inoltre, il partito partecipa regolarmente all'Incontro Internazionale dei Partiti Comunisti e Operai.

## Lista degli ex Stati comunisti
- Unione delle Repubbliche Socialiste Sovietiche (1922–1991)
  - Russia
    -  Repubblica Socialista Federativa Sovietica Russa (1917–1922)
    -  Repubblica dell'Estremo Oriente (1920–1922)
    -  Repubblica Popolare di Tuva (1921–1944)

  - Ucraina
    -  Repubblica Sovietica di Odessa (1918)
    -  Repubblica Sovietica del Donec-Krivoj Rog (1918)
    -  Repubblica Socialista Sovietica di Crimea (1919)

  - Bessarabia e Bucovina settentrionale
    -  Repubblica Socialista Sovietica di Bessarabia (1919–1924)
    - Occupazione sovietica della Bessarabia e della Bucovina settentrionale (1940)

  - Azerbaigian
    -  Repubblica Sovietica del Mughan (1919)

  - Paesi baltici
    -  Repubblica Sovietica di Naissaar (1917–1918)
    -  Comunità dei lavoratori estoni (1918–1919)
    -  Repubblica Socialista Sovietica Lettone (1918–1920)
    -  Repubblica Socialista Sovietica Lituano-Bielorussa (1919)
    - Prima occupazione sovietica dei paesi baltici (1940–1941)
    - Seconda occupazione sovietica dei paesi baltici (1944–1945)
- Mongolia
  -  Khanato di Mongolia (1921–1924)
  -  Repubblica Popolare Mongola (1924–1992)
- Jugoslavia
  -  Repubblica Federale di Jugoslavia (1945–1963)
  -  Repubblica Socialista Federale di Jugoslavia (1963–1992)
- Bulgaria
  -  Comune di Strandža (1903)
  - Occupazione sovietica della Bulgaria (1944–1946)
  -  Repubblica Popolare di Bulgaria (1946–1990)
- Albania
  -  Governo Democratico dell'Albania (1944–1946)
  -  Repubblica Popolare d'Albania (1946–1976)
  -  Repubblica Popolare Socialista d'Albania (1976–1992)
- Polonia
  -  Repubblica Socialista Sovietica di Galizia (1920)
  -  Governo Provvisorio di Unità Nazionale (1945–1947)
  -  Repubblica Popolare di Polonia (1947–1989)
- Romania
  - Occupazione sovietica della Romania (1944–1947)
  -  Repubblica Popolare Romena (1947–1965)
  -  Repubblica Socialista di Romania (1965–1989)
- Cecoslovacchia
  -  Repubblica Sovietica Slovacca (1919)
  - Occupazione sovietica della Cecoslovacchia (1944–1948)
  -  Quarta Repubblica Cecoslovacca (1948–1960)
  -  Repubblica Socialista Cecoslovacca (1960–1990)
- Ungheria
  -  Repubblica Sovietica Ungherese (1919)
  - Occupazione sovietica dell'Ungheria (1944–1946)
  -  Repubblica Popolare d'Ungheria (1949–1989)
- Germania
  -  Repubblica Libera Socialista di Germania (1918–1919)
    -  Repubblica Sovietica della Sassonia (1918–1919)[63]
    -  Repubblica Bavarese dei Consigli (1919)
    -  Repubblica Sovietica di Brema (1918-1919)

  - Occupazione sovietica della Germania (1945–1949)
    - Occupazione sovietica di Berlino (1945–1949)

  -  Repubblica Democratica Tedesca (1949–1990)
    -  Berlino Est (1949–1990)
- Austria
  - Occupazione sovietica dell'Austria (1945–1946)
    - Occupazione sovietica di Vienna (1945–1946)
- Finlandia
  -  Repubblica Socialista Finlandese dei Lavoratori (1918)
  -  Repubblica Democratica Finlandese (1939–1940)
- Francia
  -  Repubblica Sovietica d'Alsazia (1918)
- Spagna
  -  Repubblica Socialista delle Asturie (1934)
- Soviet di Limerick (1919)
- Comitato politico di liberazione nazionale (1944–1949)
- Occupazione sovietica di Bornholm (1945–1946)
- Occupazione sovietica della Norvegia settentrionale (1944–1946)
- Cina
  -  Soviet dello Hunan (1927–1927)
  -  Comune di Canton (1927–1927)
  -  Zona sovietica della Cina (1927–1949)
    -  Repubblica Sovietica Cinese (1931–1937)
      -  Soviet dello Jiangxi-Fujian (1931–1934)

  -  Governo del popolo del Fujian (1933–1934)
  -  Seconda Repubblica del Turkestan orientale (1944–1949)
  -  Repubblica Popolare della Mongolia Interna (1945)
  - Occupazione sovietica della Manciuria (1945–1946)
- Corea
  - Amministrazione civile sovietica (1945–1946)
  -  Comitato popolare provvisorio della Corea del Nord (1946–1948)
- Vietnam
  -  Soviet di Nghệ-Tĩnh (1930–1931)
  -  Vietnam del Nord (1954–1975)
  -  Governo Rivoluzionario Provvisorio del Vietnam del Sud (1969–1976)
- Cambogia
  -  Kampuchea Democratica (1975–1979)
  -  Repubblica Popolare di Kampuchea (1979–1989)
  -  Repubblica Popolare di Kampuchea (1989–1992)
  -  Governo di coalizione della Kampuchea Democratica (1982–1992)
  -  Governo provvisorio dell'unione nazionale e salvezza nazionale della Cambogia (1994–1998)
- Afghanistan
  -  Repubblica Democratica dell'Afghanistan (1978–1987)
  -  Repubblica dell'Afghanistan (1987–1992)
- Iran
  -  Repubblica Socialista Sovietica Persiana (1920–1921)
  - Occupazione sovietica dell'Iran (1941–1946)
  -  Governo Popolare dell'Azerbaigian (1945–1946)
  -  Repubblica di Mahabad (1946–1947)
- Occupazione sovietica delle Isole Kuril (1945)
- Etiopia
  -  Governo militare provvisorio dell'Etiopia socialista (1974–1987)
  -  Repubblica Popolare Democratica d'Etiopia (1987–1991)
- Repubblica Democratica Popolare dello Yemen (1967–1990)
- Repubblica Democratica Somala (1969–1991)
- Repubblica Popolare del Congo (1969–1992)
- Repubblica Popolare del Mozambico (1975–1990)
- Repubblica Popolare dell'Angola (1975–1992)
- Repubblica Democratica del Madagascar (1975–1992)
- Consiglio nazionale per la rivoluzione (1984–1987)
- Repubblica Popolare del Benin (1975–1990)
- People's Revolutionary Government (1979–1983)
- Repubblica di Marquetalia (1948–1958)